# Тайна Аляски
«Тайна Аляски» (англ. Mystery, Alaska) — американский кинофильм 1999 года режиссёра Джея Роуча. Главные роли в фильме исполнили Рассел Кроу, Хэнк Азариа, Бёрт Рейнольдс, Колм Мини, Кевин Дюранд и Мэри МакКормак.

## Сюжет
Маленький городок Мистери на Аляске. У всех жителей единственная страсть — хоккей. И каждую субботу на замёрзшем городском пруду происходят матчи — команду делят на две части, которые сражаются друг с другом, а все остальные горожане «болеют» за происходящее. Однажды, к всеобщей радости, о Мистери и его команде печатают большую статью в глянцевом спортивном журнале.
После этого Чарльз Дэннер, некогда живший здесь, договаривается с руководством НХЛ о проведении в перерыве между официальным сезоном матча между городской командой и «Нью-Йорк Рейнджерс». Жители Мистери воспринимают идею на «ура», однако выясняется, профессионалы отнюдь не горят желанием ехать в глушь вместо положенного им отдыха. Дело доходит до суда с профсоюзом хоккеистов, во время которого от эмоционального перенапряжения умирает городской адвокат Бэйли Пруитт. В итоге вердикт суда выносится за проведение матча, однако выясняется, что существуют и проблемы с оборудованием площадки, и различие в правилах, и множество других факторов.

## В ролях
| Актёр/Актриса         | Роль                |
| --------------------- | ------------------- |
| Рассел Кроу           | шериф Джон Байб     |
| Хэнк Азариа           | Чарльз Дэннер       |
| Мэри МакКормак        | Донна Байб          |
| Бёрт Рейнольдс        | судья Уолтер Бёрнс  |
| Колм Мини             | Мэр Скотт Р. Питчер |
| Лолита Давидович      | Мэри Джейн Питчер   |
| Мори Чайкин           | Бэйли Пруитт        |
| Рон Элдард            | Мэтт Марден         |
| Майкл Бьюи            | Коннор Бэнкс        |
| Райан Норткотт        | Стиви Уикс          |
| Бет Литтлфорд         | Дженис Пэттибоэ     |
| Кевин Дюранд          | «Три» Лэйн          |
| Скотт Граймс          | Брайан «Бёди» Бёрнс |
| Джейсон Грей-Стэнфорд | Бобби Мичен         |
| Адам Бич              | Гэлин Уинетка       |
| Камерон Бэнкрофт      | «Тинкер» Коннолли   |
| Майкл Маккин          | мистер Уолш         |
| Рэйчел Уилсон         | Марла Бёрнс         |
| Мегин Прайс           | Сара Хейнз          |
| Джудит Айви           | Джоанна Бёрнс       |
| Терри Дэвид Маллиган  | доктор Генри Савадж |
| Майк Майерс           | Донни Шульзхоффер   |
| Брент Стейт           | Кевин Холт          |
| Л. Скотт Колдуэлл     | судья МакГиббонс    |
| Джим Фокс             | играет самого себя  |
| Фил Эспозито          | играет самого себя  |
| Литл Ричард           | играет самого себя  |
| Стив Леви             | играет самого себя  |
| Бэрри Мелроз          | играет самого себя  |
| Тай Доми              | играет самого себя  |